# Paullinia laeta
Paullinia laeta är en kinesträdsväxtart som beskrevs av L. Radlk.. Paullinia laeta ingår i släktet Paullinia och familjen kinesträdsväxter. Inga underarter finns listade i Catalogue of Life.